# Eduardo Camaño

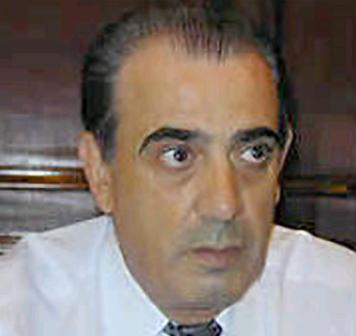
Eduardo Camaño

Eduardo Óscar Camaño (* 17. Juni 1946 in Buenos Aires, Argentinien) ist ein argentinischer Politiker (PJ) und amtierte vom 31. Dezember 2001 bis zum 2. Januar 2002 zwei Tage lang interimistisch als Präsident von Argentinien.

## Biografie

### Politische Entwicklung
Der Jurist Eduardo Óscar Camaño begann seine politische Karriere 1983 unmittelbar nach Ende der Militärdiktatur als Abgeordneter im lokalen Parlament der Stadt Quilmes, einer der größten Städte im Ballungsraum Gran Buenos Aires. Von 1985 bis 1987 war er Abgeordneter im Provinzparlament von Buenos Aires, bis er von 1987 bis 1991 für die Justizialistische Partei (Peronisten) den Bürgermeisterposten von Quilmes übernahm. 2001 wurde er zum Abgeordneten im argentinischen Unterhaus (Cámara de Diputados) gewählt. Am 10. Dezember 2001 wurde er zum Vorsitzenden der Abgeordnetenkammer gewählt. In dieser Zeit erachtete er den Caudillo Juan Manuel de Rosas als sein politisches Vorbild und galt als enger Vertrauter des früheren Präsidentschaftskandidaten und späteren Präsidenten Eduardo Duhalde.

### Interimspräsidentschaft 2001
Als am 21. Dezember 2001 Fernando de la Rúa während der argentinischen Wirtschaftskrise und nach politischen und sozialen Unruhen mit mehreren Todesopfern vom Amt des Präsidenten zurücktrat, hätte nach der argentinischen Verfassung eigentlich der Vizepräsident das Amt des Präsidenten übernehmen müssen. Der Vizepräsident Carlos Álvarez hatte aber sein Amt schon im Oktober 2000 niedergelegt und seitdem war dieser Posten vakant. Der Nächste in der Reihe war daher nach der Verfassung Ramón Puerta, Vorsitzender des Senats, dessen Aufgabe darin bestand, die kurzfristige Wahl eines Interimspräsidenten zu organisieren. Am 23. Oktober wurde Adolfo Rodríguez Saá dazu gewählt. Dieser konnte nach knapp einer Woche nicht mehr auf die Unterstützung durch die Bevölkerung und durch seine eigene Partei hoffen. An einer von ihm einberufenen Zusammenkunft aller peronistischen Provinzgouverneure am 30. Dezember 2001 nahmen nur sechs von vierzehn Gouverneuren teil. Enttäuscht reiste Rodriguez Saá nach San Luis und erklärte von dort seinen Rücktritt.
Da Ramón Puerta, Vorsitzender der Senatorenkammer, kein Interesse hatte, wieder Interimspräsident zu werden, wurde der in der Öffentlichkeit eher unbekannte Eduardo Camaño als Präsident der Abgeordnetenkammer am 31. Dezember Präsident von Argentinien. Unmittelbar nach seiner Wahl rief er die Argentinier dazu auf, ihre auch zu dem Zeitpunkt und am Silvestertag weiterhin laufenden Proteste friedlich abzuhalten, und er ließ eine Sperrzone um den Präsidentensitz errichten, auch wenn er seine Amtsgeschäfte weiterhin von seinem Arbeitsplatz im Abgeordnetenhaus verrichtete. Bereits am ersten Tag des neuen Jahres wurde Eduardo Duhalde von den Delegierten zum neuen Präsidenten gewählt. Camaño übergab das Amt am 2. Januar 2002 und war somit der vierte und Duhalde der fünfte Präsident Argentiniens in nur 13 Tagen.

### Nach der Präsidentschaft
Nach seiner Interimspräsidentschaft war Camaño weiterhin politisch aktiv. Bis zum 10. Dezember 2005 blieb er Vorsitzender des Abgeordnetenhauses. Er schloss sich der einflussreichen peronistischen Strömung Frente para la Victoria an – der u. a. auch die Präsidenten Néstor Kirchner und Cristina Fernández de Kirchner angehörten – und war von 2009 bis 2011 Minister in der Provinzregierung von Buenos Aires unter Daniel Scioli.

### Privates
Camaño ist verheiratet mit Gregoria Norberta Andrada.